# Michael Drazin
Michael Peter Drazin (Londres, 5 de junho de 1929) é um matemático estadunidense de origem britânica, conhecido por suas contribuições à álgebra não comutativa, especialmente na teoria dos anéis e na teoria dos semigrupos.

## Biografia
Michael Drazin nasceu em 5 de junho de 1929, em Londres, Inglaterra, em uma família de origem judaica russa que emigrou para o Reino Unido antes da Primeira Guerra Mundial. Seu pai, Isaac Drazin, fundou em 1927 uma conhecida loja de produtos elétricos em Heath Street, Hampstead, que operou por mais de 50 anos. Isaac casou-se com Leah Wexler e teve três filhos: Michael, o mais velho; David, o do meio; e Philip Drazin, o mais novo, também matemático. Isaac faleceu em 1º de janeiro de 1993.
Drazin estudou na King Alfred School, em Hampstead, durante sua juventude, mantendo contatos com a escola mesmo quando ela foi evacuada para Royston, Hertfordshire durante a Segunda Guerra Mundial. Posteriormente, ingressou na Universidade de Cambridge, onde obteve o título de Bacharel em Artes (B.A.) em 1950 e Mestre em Artes (M.A.) em 1953. Em 1953, concluiu seu doutorado com a tese Contributions to Abstract Algebra, orientado por Robert Alexander Rankin e David Rees. Entre 1952 e 1956, foi Fellow do Trinity College, Cambridge, período em que começou a planejar sua mudança para os Estados Unidos.

## Carreira
Em 1957-1958, Drazin atuou como professor visitante na Universidade Northwestern. Em 1958, ingressou como cientista sênior no Research Institute for Advanced Studies (RIAS), em Baltimore, onde colaborou em projetos de análise numérica com Emilie Virginia Haynsworth, então no National Bureau of Standards. Em 1962, assumiu o cargo de professor associado na Universidade Purdue, onde desenvolveu a maior parte de sua carreira acadêmica.
Suas pesquisas concentram-se na álgebra não comutativa, com ênfase em teoria dos anéis e teoria dos semigrupos. Em 1958, introduziu a inversa de Drazin, um tipo de inversa generalizada que se tornou uma ferramenta fundamental nessas áreas e foi posteriormente aplicada à teoria dos operadores. Durante seu tempo no RIAS, também colaborou com o metalurgista Henry Martin Otte, publicando tabelas cristalográficas.

## Contribuições
A inversa de Drazin, nomeada em sua homenagem, é uma generalização da inversa tradicional, aplicável a elementos de anéis e semigrupos que não possuem inversos no sentido clássico. Esse conceito tem ampla aplicação em álgebra abstrata e teoria dos operadores. Além disso, Drazin recebeu o Prêmio Smith em 1952, um prestigiado reconhecimento por seu desempenho acadêmico em Cambridge.

## Publicações
- Drazin, M. P.; Otte, Henry Martin. Tables for Determining Cubic Crystal Orientations from Surface Traces of Octahedral Planes. P. M. Harrod Company, 1964.[13]